# دستگاه تنفسی
دستگاه تنفسی، سامانه تنفسی (به انگلیسی: Respiratory System) یک سامانه زیست‌شناختی است که وظیفهٔ آن تأمین اکسیژن برای سلول‌های بدن و دفع دی‌اکسید کربن حاصل از سوخت‌وساز است. تمام جانداران پرسلولی به نوعی دستگاه تنفسی دارند که در جانداران ساکن آب، محل تبادل گازها را آبشش و در پستانداران و پرندگان، شش می‌نامند. در جانورانی مانند کرم خاکی تنفس از نوع تنفس پوستی، و در حشرات، دستگاه تنفس از نوع تنفس نایدیسی است.
اعضای این دستگاه عبارتند از: بینی، حلق حنجره، نای (تراشه)، ریه‌ها (شش‌ها).

## کالبدشناسی
بینی: بینی خارجی از استخوان‌ها و غضروف‌ها تشکیل شده است. حفره‌های بینی از مخاط و عروق خونی پوشیده شده‌اند که هوا را قبل از رسیدن به ریه‌ها گرم و مرطوب می‌کنند و با کمک موها و مژک‌ها گرد و غبار آن را می‌گیرند.
حنجره
نای: لولهٔ تنفسی که پس از حنجره قرار گرفته نای است. ساختمان نای از غضروف‌هایی به شکل حلقه ناقص (C) تشکیل شده است. نای ۱۲–۱۰ سانتی‌متر طول دارد و قطر داخلی آن ۲–۱٫۵ سانتی‌متر است. این لوله از محاذات (مقابل و روبرو) ششمین مهره گردن به سمت پایین می‌آید و بعد به دو شاخهٔ راست و چپ تقسیم می‌شود که این شاخه‌ها نایژه نامیده می‌شوند. نایژه راست ۲٫۵ سانتی‌متر طول دارد و وارد شش راست می‌شود. نایژهٔ چپ ۵ سانتی‌متر طول دارد و وارد ریه چپ می‌شود. نایژه‌ها در داخل ریه‌ها به شاخه‌های کوچکتری به نام نایژک تقسیم می‌شوند. داخل نای و نایژه‌ها سلول‌های مژکدار وجود دارند که با حرکت خود به سمت دهان، ذرات موجود در هوا را بیرون می‌رانند و مانع رسیدن آن‌ها به ریه‌ها می‌شوند.
شش‌ها: شش‌ها به شکل نیمه مخروطی هستند و قسمت‌های طرفی حفره سینه را پر می‌کنند. قاعده شش‌ها روی پرده دیافراگم (عضله‌ای که حفره سینه و حفره شکم را از هم جدا می‌کند) قرار گرفته و قله شش‌ها مجاور دنده اول است. شش کودکان صورتی رنگ است ولی شش (عربی: ریه) بزرگسالان به علت ذرات زغال وارد شده از راه تنفس، خاکستری رنگ می‌باشد.
شش راست از ۳ قطعه (لوب) وریه چپ از ۲ قطعه (لوب) تشکیل شده است. نایژک‌ها در شش‌ها به حفره‌های هوایی کوچکی به نام کیسه هوایی (آلوئول) ختم می‌شوند. کیسه‌های هوایی دارای مویرگ‌های فراوانی هستند و تعویض اکسیژن هوا با دی‌اکسید کربن خون داخل این حفره‌ها انجام می‌شود.
پرده جنب: پرده‌ای دو لایه به نام پرده جنب هر ریه را به‌طور جداگانه از بیرون می‌پوشاند. بین این دو لایه مقداری مایع (مایع جنب) وجود دارد که باعث لغزندگی و نرم شدن حرکات می‌شود.
شش‌ها ساختمان ارتجاعی دارند و تمایل دارند تا مثل بادکنکی بدون هوا روی خود بخوابند ولی فشار منفی که بین دو پرده جنب وجود دارد باعث باز نگه داشتن ریه‌ها می‌شود.

## کارکردشناسی

### تهویه
در کارکردشناسی (فیزیولوژی) تنفس، تهویه (یا نرخ تهویه) روندی است که در آن هوا وارد یا خارج شش‌ها می‌شود. این تعریف را به صورت زیر دسته‌بندی می‌توان کرد:
| سنجش                | معادله                                      | تعریف |
| ------------------- | ------------------------------------------- | --- |
| تهویهٔ آنی (دقیقه‌ای) | حجم کِشندی * تعداد نفس‌گیری                   | حجم کلی هوای وارد شونده به شش‌ها در دقیقه.                                                                                           |
| تهویهٔ آلوئولی       | (حجم کِشندی – حجم فضای مرده) * تعداد نفس‌گیری | حجم هوایی که در واحد زمانی به آلوئول‌ها می‌رسد.                                                                                       |
| تهویهٔ فضای مرده     | فضای مرده * تعداد نفس‌گیری                   | حجم هوایی که در واحد زمان و بین هر تنفس در فضای مرده دستگاه تنفسی (حلق، نای، نای‌چه و غیره) جابجا می‌شود و نقشی در تهویه سلولی ندارد. |

#### کنترل
تهویه یا ونتیلاسیون زیر کنترل بخش خودکار دستگاه عصبی شامل ساقه مغز، پیاز مغز و پل مغز انجام می‌پذیرد. این بخش‌های مغز با همکاری و هماهنگی مرکز کنترل تنفس را پدیدآورده و دستورهای لازم را به ماهیچه‌های درگیر تنفس می‌فرستند. زیربخش‌های مرکز کنترل به دو بخش خلفی (دورسال) و بطنی تقسیم می‌شوند و در دوران کودکی بسیار حساس می‌باشند بطوری‌که در صورت تکان یا ضربه شدید به کودک این زیربخش‌ها صدمه دیده و حتی خطر مرگ را به‌دنبال دارند.
کنترل سرعت تنفس به میزان غلظت دی‌اکسید کربن خون بستگی دارد.

#### استنشاق
عمل دم یا استنشاق توسط دیافراگم آغاز و توسط ماهیچه میان‌دنده برونی پشتیبانی می‌گردد. تعداد یا نرخ تنفس طبیعی در حال استراحت ۱۰ تا ۱۸ تنفس در دقیقه، با مدت زمانی حدود ۲ ثانیه صورت می‌گیرد. هنگام تنفس شدید (با نرخ بیش از ۳۵ تنفس در دقیقه)، یا در ابتلا به نارسایی تنفسی، ماهیچه‌ها و اجزای جانبی تنفسی برای کمک و پشتیبانی شامل ماهیچه جناغی‌پستانکی (استرنوکلیدوماستوئید) و ماهیچه پوستی گردن (پلاتیسما) و ماهیچه‌های نردبانی (اسکالِن) گردنی وارد عمل می‌شوند. ماهیچه‌های جانبی پشتیبان شامل ماهیچه سینه‌ای و ماهیچه پشتی بزرگ می‌باشند.

#### بازدم
بازدم به‌طور کلی یک فرایند منفعل است با این وجود، بازدم فعال یا ارادی را می‌توان توسط شکم و عضلات بین دنده‌ای داخلی را انتظار داشت. بازدم طبیعی، پروسهٔ اجباری و غیرفعال بیرون فرستادن هوای تنفس شده به‌واسطه نیروی کشسان در شُش‌ها و ماهیچه‌های تنفسی است.

### تبادل گازی
عملکرد عمدهٔ سیستم تنفسی تبادل گاز بین محیط خارجی و دستگاه گردش خون در یک موجود یا ارگانیسم زنده است. در انسان و سایر پستانداران، این تبادل گازی شامل اکسیژن‌دهی خون و گرفتن همزمان دی‌اکسید کربن و دیگر مواد زائد حاصل از سوخت‌وساز بدن از گردش خون است. به همراه این تبادل گازی، تعادل اسید و باز بدن نیز به عنوان بخشی از حفظ هم‌ایستایی بدن صورت می‌گیرد. اگر تنفس کامل و مناسب نباشد دو وضعیت متضاد می‌تواند رخ دهد، اسیدوز تنفسی که یک بیماری تهدیدکنندهٔ زندگی است، و آلکالوز تنفسی دیگر وضعیت ناهماهنگ در بدن است.

### سامانه ایمنی
سلول‌های اپیتلیال در مجرای تنفسی می‌توانند انواع مولکول‌ها را برای کمک به ایمنی شُش‌ها ترشح نمایند. ایمونوگلوبولین تراوشی یا IgA و کالکتین (شامل سورفاکتانت نوع آ و دی) و دیگر پپتیدها و پروتئازها، گونه‌های اکسیژن واکنش پذیر و نوعی نیتروژن واکنش پذیر همه توسط سلول‌های اپی‌تلیال مسیر و لوله تنفسی ساخته و تراوش می‌گردند.

## بیماری‌ها
بیماری‌های دستگاه تنفسی به چهار گروه اصلی تقسیم می‌شود:
- شرایط انسدادی (مانند بیماری مزمن انسدادی ریه، برونشیت، آسم)
- شرایط بازدارندگی و محدودکننده (مانند افیوژن مایع جنب، سارکوئیدوز، فیبروز)
- بیماری‌های شریانی‌وریدی (مانند ادم ریه، آمبولی ریه)
- بیماری‌های عفونی، زیست‌محیطی و غیره (مانند سینه‌پهلو، سل، آزبستوز، آلودگی هوا)